# ویته
ویته (به لاتین: Dviete) یک روستا در لتونی است که در شهرداری ایلوکست واقع شده‌است. ویته ۴۷۶ نفر جمعیت دارد.